# Шиак
Шиак (фр. Chiac, также Chiaque) — своеобразный французский жаргон-социолект, сформировавшийся во франкоакадской среде на территории бывшей французской колонии в Северной Америке, известной как Акадия (современные провинции Нью-Брансуик и Новая Шотландия). Шиак — контактный язык смешанного типа. Его синтаксис и грамматика в основном французские, а лексика содержит многочисленные англицизмы и американизмы. По своему происхождению шиак во многом напоминает формирование другого социолекта французского языка в Канаде, известного под названием жуаль, который был распространён среди франкоканадского пролетариата в Монреале XIX — начала XX веков. С развитием полноценного, многоступенчатого образования на французском языке со второй половины XX века, шиак начал постепенно угасать.

## Происхождение
Своим происхождением шиак, как и жуаль обязан трём факторам: лингвистической изоляцией Акадии от основного франкоязычного ареала после 1713 года, засильем английского языка в провинции на протяжении последних двух с половиной столетий и стремлением английских колонизаторов ассимилировать франко-акадцев, основная масса которых стала жертвами геноцида и массовой депортации в 1755—1763 годах (см. Депортация франко-акадцев). Кроме того, в отличие от Квебека, франко-акадцы составляли меньшинство (35 %) в своей провинции, а также до середины XX века не имели доступа к образованию на французском языке, а потому влияние английского достигло гротескных размеров. Оно ещё более усилилось после начала интенсивной миграции франко-акадцев в города, особенно в Монктон, имеющий англоязычное большинство. Кроме того, французский язык в Канаде долгое время имел низкий социальный статус, на нём отсутствовало полноценное образование, а при горячей поддержке англоязычного меньшинства французский язык превращается в язык крестьян, своего рода туземное патуа. Также в жуале сильно влияние старофранцузского языка.

## Название
Своё название шиак получил от искажённого произношения слова посёлка (Шедьяк) в провинции Нью-Брансуик. Шиак стал для литературной традиции франко-акадцев тем же, чем для русских были и остаются смешанное русское и украинское просторечие, вроде суржика.

## Примеры
- Ej vas tanker mon truck full de gas à soir pis ej va le driver.
- Ça va êt’e right la fun.
- Espère-moi su’l’corner, et j’erviens right back.
- Help-moi à mette le bateau su’l’top du truck.
- On va attacher ça d’même pour faire sûr que ça tienne.
- Bail-moé donc un deux d’ton wallet.
- J’aime ta skirt la way qu’à hang.
- On souera hairra, take care the hair.
- Ça t’tente tu d’aller watcher un movie?

## Примечательные факты
Феномены, подобные жуалю:
- Лунфардо — особый жаргон испанского языка Буэнос-Айреса, сформировавшийся под влиянием итальянского языка, распространённого в рабоче-иммигрантской среде.
- Мичиф — франко-индейский смешанный язык
- Банджи — кельтско-индейский смешанный язык